# Rose Van Crombrugge
Rose Van Crombrugge var en friidrottare från Belgien. Hon deltog vid olympiska sommarspelen 1928.